# Sociale woonwijk Jan De Voslei

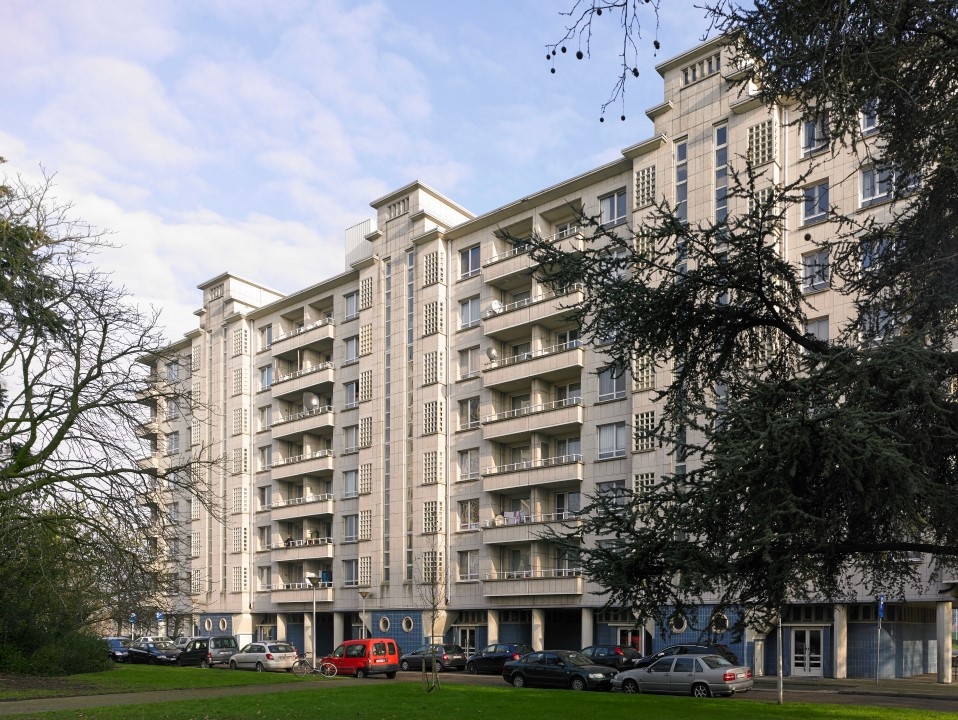
Jan De Voslei 49-53

De Jan De Vosleiwijk is een sociale woonwijk in de Belgische stad Antwerpen. De sociale wijk is in modernistische stijl opgetrokken en staat in Kiel ten zuiden van het knooppunt Antwerpen-Centrum en de Ring om Antwerpen. De wijk ligt aan de Jan De Voslei in het oosten van en ten zuidoosten van het Kielpark. Ten noorden van de wijk zijn de Silvertoptorens gebouwd.

## Geschiedenis
Na de Tweede Wereldoorlog was er in Antwerpen een groot tekort aan woningen. In 1949 werd er door de stad Antwerpen een grootschalig nieuwbouwprogramma opgezet om de ontstane woningnood op te vangen. Aan de rand van de stad werden daartoe terreinen beschikbaar gesteld aan sociale huisvestingsmaatschappijen. In Kiel waren dat de sociale woonwijk Jan De Voslei en wooneenheid Kiel.
Tussen 1952 en 1967 werden erin opdracht van sociale huisvestingsmaatschappij De Goede Woning naar het ontwerp van architect Jos Smolderen twintig woonblokken gebouwd op het terrein langs de Jan De Voslei, deels in het oosten van het Kielpark, met daarin in totaal 1200 nieuwe appartementen. 
In 2017 werd begonnen met de renovatie van de Kielparktorens.

## Gebouwen
De gebouwen in de modernistische woonwijk hebben verschillende hoogtes, waaronder vijf, zes, zeven en zestien verdiepingen. De drie gebouwen met zestien verdiepingen, de Kielparktorens, zijn het opvallendst en zijn in Y-vorm gebouwd. De andere gebouwen zijn flatgebouwen en voor collectieve voorzieningen.
De wijk is aangelegd met een ruime parkaanleg.